# Hans Glauber
Hans Glauber (San Candido, 2 settembre 1933 – Bolzano, 24 aprile 2008) è stato un sociologo, artista e alpinista italiano.
Fu presidente del Ökoinstitut Südtirol (ecoistituto altoatesino) a Bolzano e promotore degli incontri annuali ecosociali Toblacher Gespräche, che si tengono annualmente a Dobbiaco.
Sulle sue opere d'arte si espresse favorevolmente nientemeno che Theodor Adorno, in una sua recensione.
In suo onore è stata intitolata la Biblioteca comunale di Dobbiaco (Hans-Glauber-Bibliothek).